# باربارا گیلفسکا
باربارا گیلفسکا (لهستانی: Barbara Gilewska؛ ۱۶ اکتبر ۱۹۱۱ – ۲۳ سپتامبر ۱۹۸۶) بازیگر اهل لهستان بود.
از فیلم‌هایی که وی در آن‌ها نقش داشته‌است، می‌توان به خواننده ورشویی اشاره نمود.